# Bukit Tigo
Bukit Tigo is een bestuurslaag in het regentschap Sarolangun van de provincie Jambi, Indonesië. Bukit Tigo telt 4427 inwoners (volkstelling 2010).